# Centralni bantu jezici zone R
Centralni bantu jezici zone R skupina od (12) centralnih bantu jezika iz Angole, Namibije i Bocvane. Predstavnici su:
a. Herero (R.30) (2): herero, zemba;
b. Ndonga (R.20) (5): kwambi, kwanyama, mbalanhu, ndonga, ngandyera;
c. južni Mbundu (R.10) (4): ndombe, nkhumbi, nyaneka, umbundu;
d. Yeye (R.40) (1): yeyi.

## Vanjske poveznice
- Ethnologue (14th)
- Ethnologue (15th)